# Estrilda caerulescens
Estrilda caerulescens là một loài chim trong họ Estrildidae.

## Hình ảnh

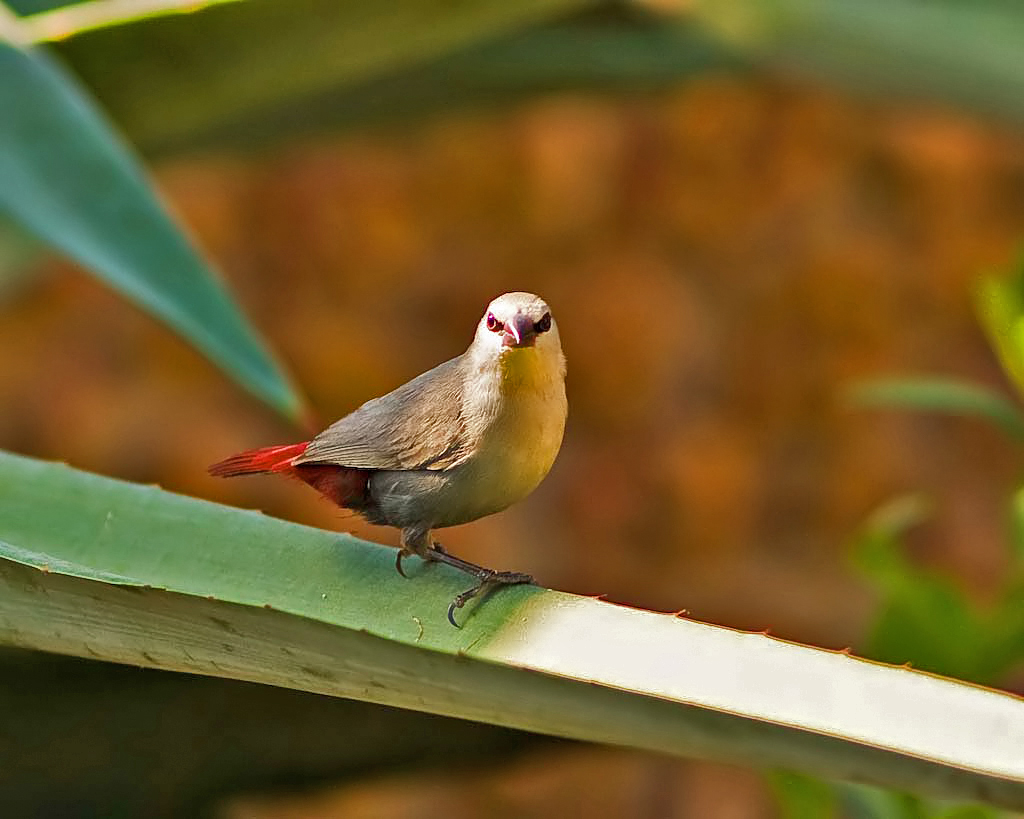
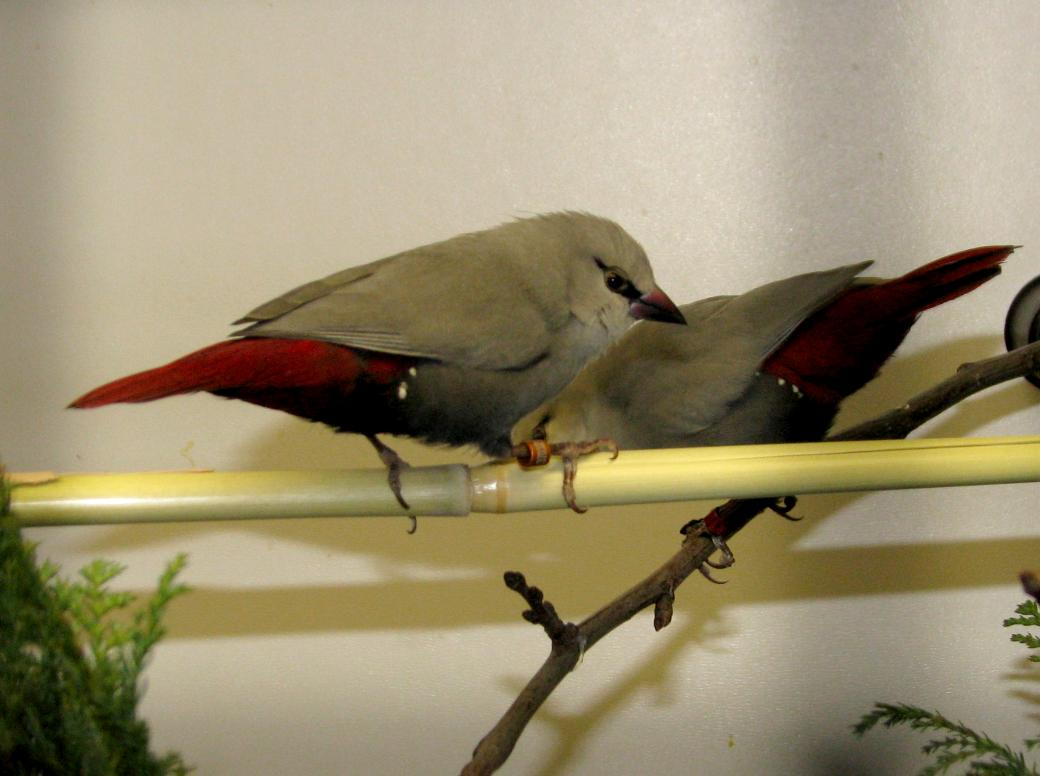
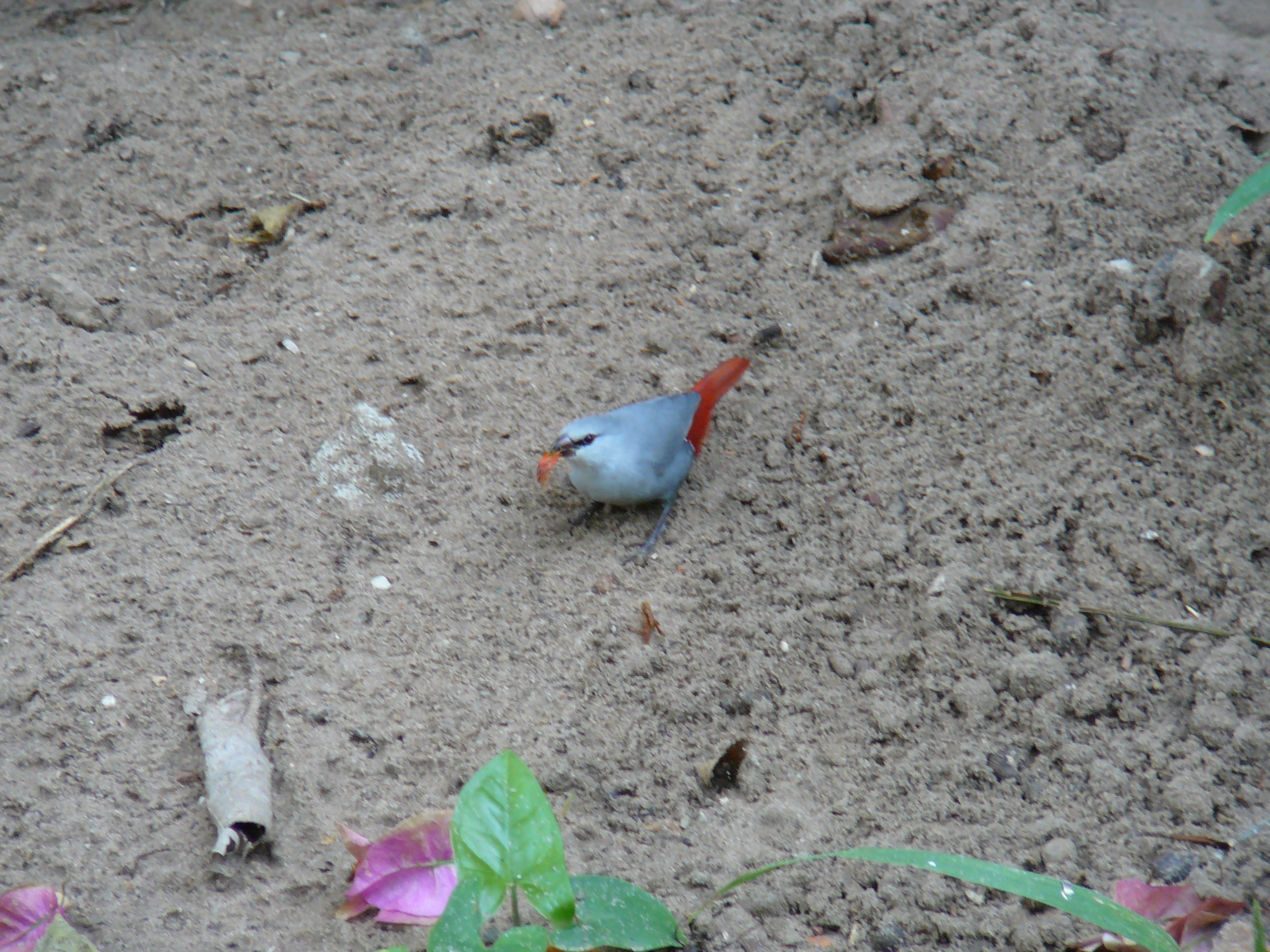
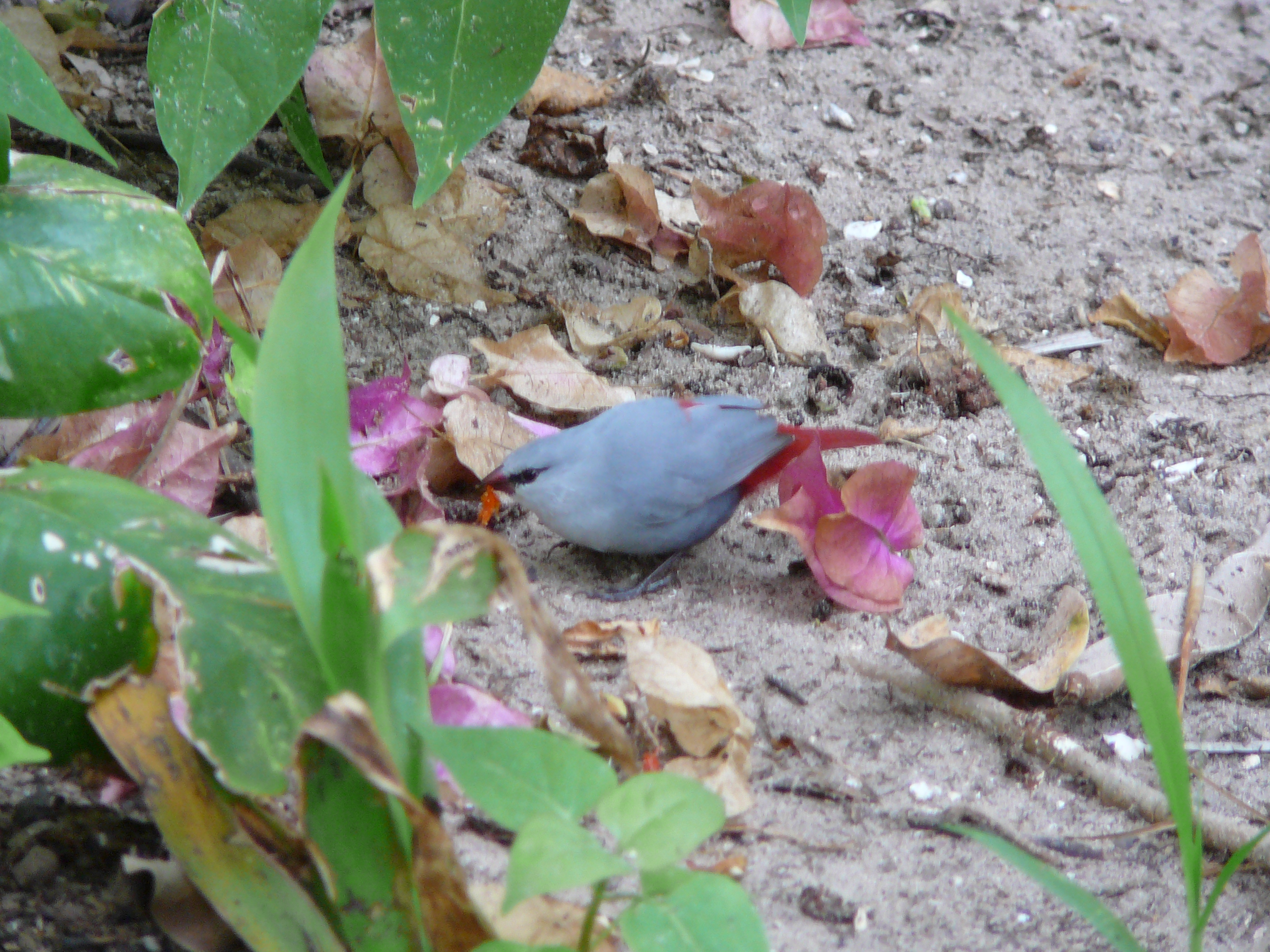